# John Frame
John M. Frame (nascido em 8 de abril de 1939 em Pittsburgh, Pennsylvania) é um filósofo cristão e  teólogo Calvinista.  Especialmente notado por seu trabalho em epistemologia e apologética pressuposicional, teologia sistemática e ética. Ele é um dos principais intérpretes e críticos do pensamento de Cornelius Van Til.

## Presuposições
Como ex-aluno de Van Til, Frame apoia a escola de apologética cristã do pressuposicionista. Ele define um pressuposto da seguinte maneira:
Um pressuposto é uma crença que tem precedência sobre outra e, portanto, serve como critério para outra. Um pressuposto final é uma crença sobre a qual nenhum outro tem precedência. Para um cristão, o conteúdo da Escritura deve servir como seu pressuposto final ... Esta doutrina é meramente a aplicação do senhorio de Deus na área do pensamento humano. Ele meramente aplica a doutrina da infalibilidade das escrituras ao domínio do conhecimento.